# 肝試し

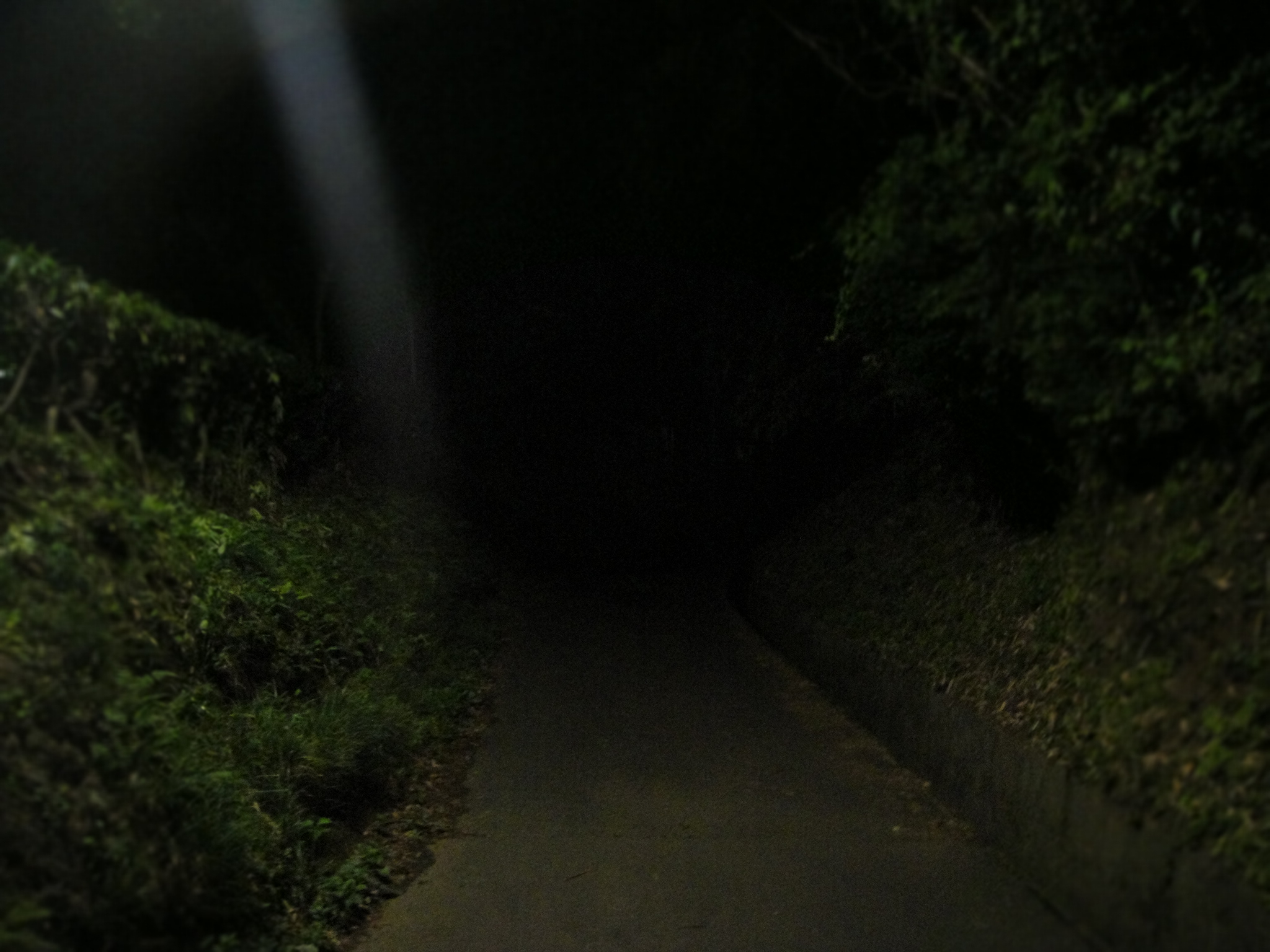
道了堂跡へ続く山道

肝試し（きもだめし）とは、怖い場所へ行かせて、恐怖に耐える力を試すことである。日本において主に夏の夜に行なわれており、平安時代の『今昔物語集』『大鏡』にも、後世でいう肝試しが記されている。試胆会ともいう。

## 概要
日本の習俗の一つで、遊びとしての度胸試し（どきょうだめし、英語：test of courage、courage test）の一種。
人間が潜在的恐怖心を抱くような場所、すなわち夜の墓地や森林などを巡ることによって、持てる勇気のほどを確かめながら、そこで起こる事象を楽しむ行事である。
日本の文化において幽霊にまつわる怪奇現象の多くは夏の風物詩であり、霊への恐怖心と関連づけられる肝試しもまた、この季節に行われることが多い。現代社会では、多くが学校のクラブやスポーツ少年団などが集団行動する際の一行事として、合宿のときなどに野外で催される。

## 歴史
平安時代末期に書かれたという『大鏡』には時の帝（花山天皇）が夏の午前3時に、藤原兼家の三人の息子たちに、鬼が出ると言われていた屋敷に行かせ、藤原道長だけがやり遂げて、証拠として刀で柱を削いで持って帰ったという記述があり、肝試しの発想が当時からあったことが窺える。
平安時代後期から台頭した武士は豪勇さを求められ、時に妖怪などを退治できるとされ（酒呑童子伝説など）、戦国時代以降には武士が勇気を試す催しとして怪談を語り合う百物語が行なわれるようになり、江戸時代に入ると幽霊・妖怪は恐怖だけでなく庶民にとって娯楽の対象にもなり、肝試しや百物語だけでなくお化け屋敷の興行も広まった。
肝試しをすると、その場所にいた幽霊や妖怪に祟られるとされることもある。江戸時代後期に書かれた『稲生物怪録』は、そうした展開を題材としている。

## 現代的肝試しの実際

### 事前準備
肝試しを行う場所は墓地、森林、廃墟といった閑散とした不気味な場所が選ばれる。現代において学校やスポーツクラブの合宿で肝試しを行う場合、安全ではあるが恐怖感を煽る墓地や山林などが選定されるのが普通である。
通常、肝試しは辺りが暗くなる夜に限って行われる。闇そのものが人間に恐怖心を抱かせる、あるいは、潜在的恐怖の源であるがゆえんである。なんら細工をすることの無い場合もあれば、参加者の一部が脅かし役にまわり、あらかじめのコース設定や脅かす道具の準備といった事前の仕込みを施す場合もある。

### 遊び方
肝試しを始める前に、その場所にちなんだ怪談をする場合もある。
参加者は1人もしくは2- 4人程度のグループを作り、順番に決められたコースを巡る。脅かし役は白い布を被ったり人形などを使ってお化けや妖怪、骸骨などに仮装し、やってきた参加者を驚かせる。他にも、音響機器で不気味な音楽や悲鳴の効果音を流したり、竿の先にぶら下げたコンニャクで参加者を撫でたりするなど、様々に工夫を凝らす。
きちんとゴールまで辿り着いたことを確かめるために、何らかの小道具（札やカード、菓子など）を置いておき、辿り着いた参加者が一つずつ持ってくるようにする。

### 法律面などの注意
肝試しは適切な配慮や手加減が不足すると、犯罪になってしまう遊びである。
肝試しの目的で、廃墟を含めた他人の私有地に立ち入る行為は、刑法130条で「建造物侵入」と定められている。誤って廃墟に迷い込んだ場合は成立しないが、管理者などより退去を命じられて従わなければ「不退去罪」が成立する。どちらも有罪となった場合は3年以下の懲役または、罰金10万円以下の罰則が定められている。未遂の場合は刑法133条で「建造物侵入未遂」罪と定められている。
落書きや破壊行為は、刑法261条で器物損壊に定められる。有罪の場合は3年以下の懲役または30万円以下の罰則が定められている。
参加者が恐怖のため行くことを拒んでいるのに無理強いしすぎると、刑法222条、223条によって脅迫罪、強要罪が成立する。また無理強いの結果、相手が心的傷害を負った場合は、傷害罪が成立する場合もある。
以上のことから、参加者の合意があった場合でも、主催者は参加者に対し、ある程度の安全に配慮することが求められている。